# Quistrachia herberti
Quistrachia herberti är en snäckart som beskrevs av Alan Solem 1997. Quistrachia herberti ingår i släktet Quistrachia och familjen Camaenidae. Inga underarter finns listade i Catalogue of Life.